# Rafael Ximeno i Planes
Rafael Ximeno i Planes (1759-1825) fou un pintor valencià.

## Biografia
Fill d'un argenter, es va formar pictòricament primer amb un oncle seu (Lluís Antoni Planes) i posteriorment a l'Acadèmia de Sant Carles de València. El 1776 va marxar a Madrid per a continuar la seva formació a l'Acadèmia de Belles Arts de San Fernando, gràcies a una pensió de l'acadèmia valenciana. A Madrid fou el protegit de Manuel Monfort.
Va anar a Roma durant dos anys per completar la seva formació, i de nou a la península va treballar entre Madrid i València. El 1793 va obtenir la plaça de director a l'Acadèmia de Sant Carles de Ciutat de Mèxic i va marxar cap a Amèrica. A Mèxic va coincidir amb Manuel Tolsà i Joaquim Fabregat.

## Obra
Alguns dels seus treballs més destacats són a la Catedral Metropolitana de la Ciutat de Mèxic i a la Basílica de l'Assumpció, al municipi murcià de Cieza.

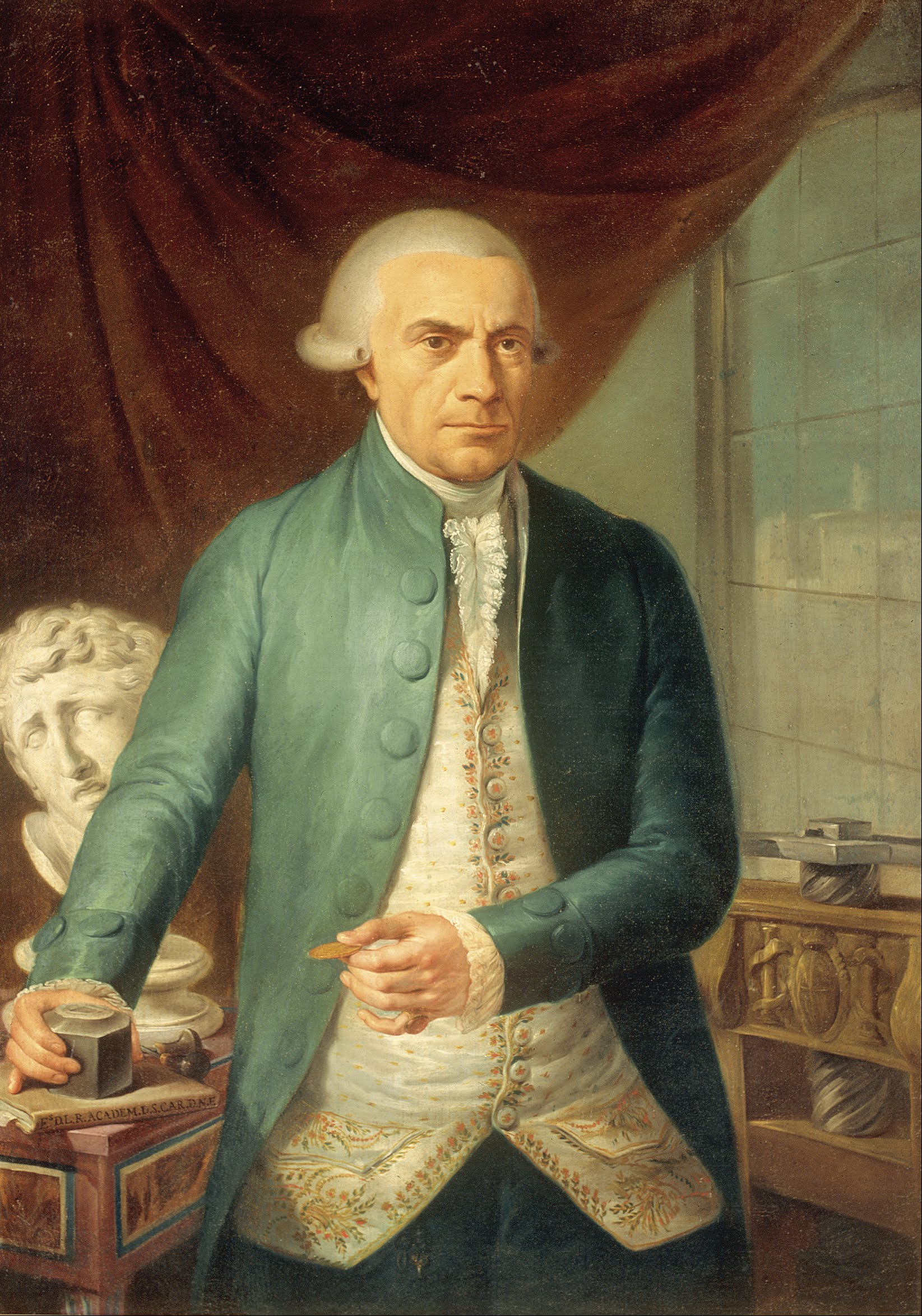
Retrat de Gerónimo Antonio Gil
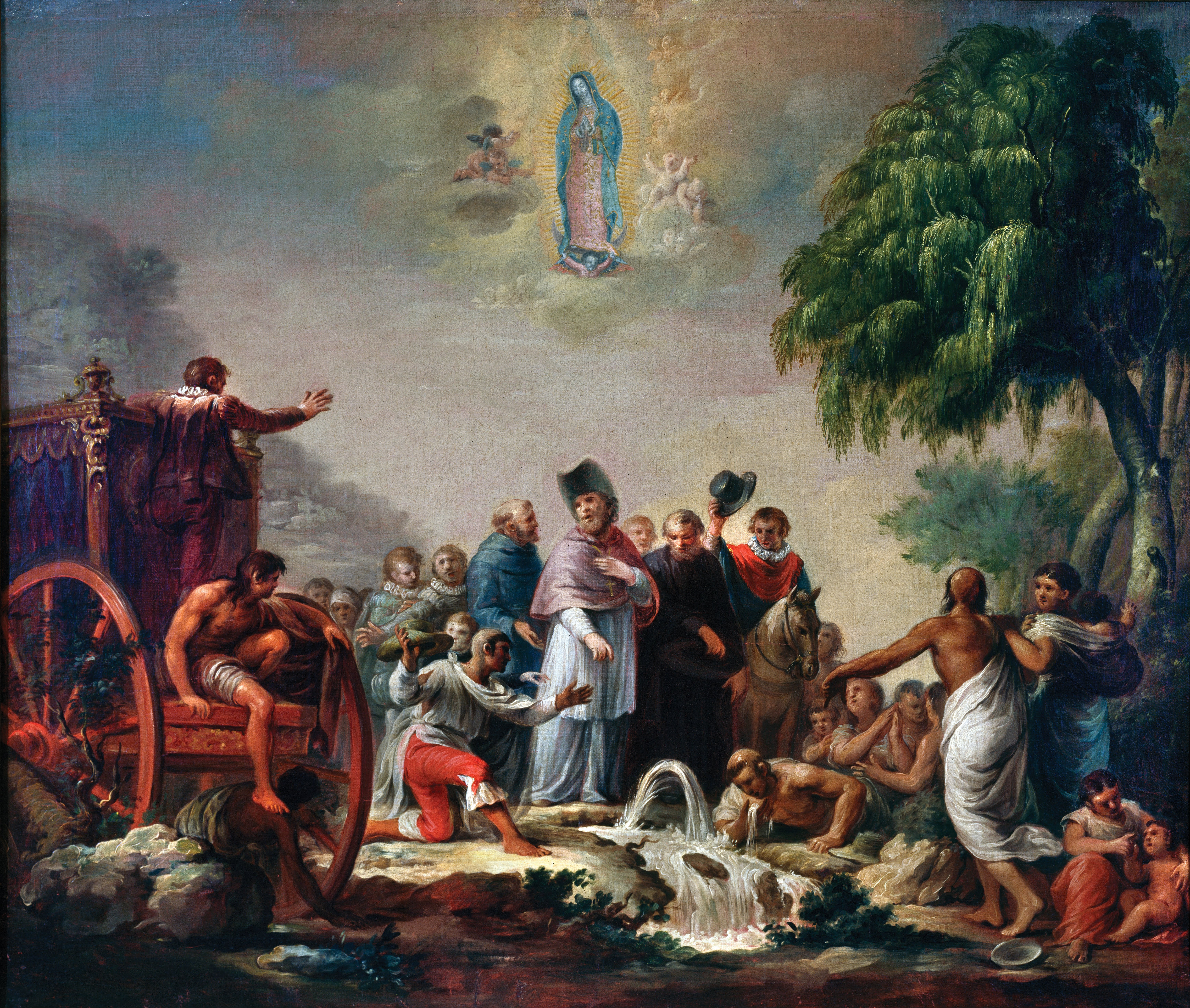
O milagre da Pocito (1809)
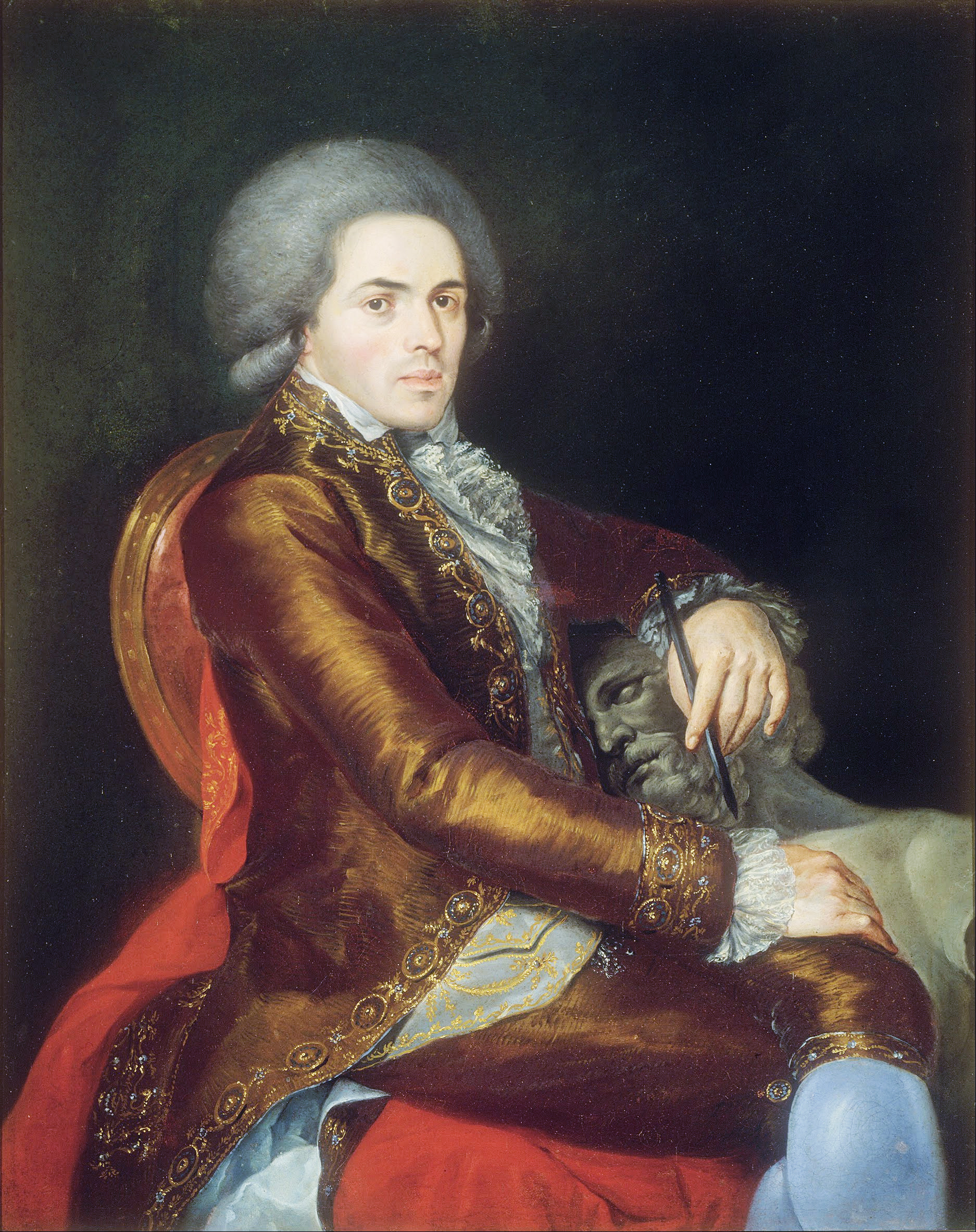
Retrat de Manuel Tolsá